# Sandro Lopopolo
Alessandro "Sandro" Lopopolo, född 18 december 1939 i Milano, död 26 april 2014 i Milano, var en italiensk boxare.
Lopopolo blev olympisk silvermedaljör i lättvikt i boxning vid sommarspelen 1960 i Rom.